# برادلي سوندرز
برادلي سوندرز (بالإنجليزية: Bradley Saunders) مواليد 4 فبراير 1986 في درم، إنجلترا، هو ملاكم محترف بريطاني يصنف ضمن فئة وزن الوسط بدأ مسيرته الاحترافية سنة 2012 حيث انتصر في نزاله الأول. شارك في دورة الألعاب الأولمبية الصيفية سنة 2008. حقق الميدالية الفضية في دورة ألعاب الكومنولث 2010.

## إحصائيات
خاض خلال مسيرته 13 نزالا، فاز في 12 ولم يتعادل وخسر في 1. فاز بالضربة القاضية في 9 نزالا.

## الميداليات
| الميدالية | المسابقة                  |
| --------- | ------------------------- |
| فضية      | دورة ألعاب الكومنولث 2010 |

## وصلات خارجية
- برادلي سوندرز على موقع بوكس ريك (الإنجليزية) (registration required)
- برادلي سوندرز على موقع أوليمبيديا (الإنجليزية)
- برادلي سوندرز على موقع اللجنة الأولمبية البريطانية (الإنجليزية)
- برادلي سوندرز على موقع اتحاد ألعاب الكومنولث (مؤرشف) (الإنجليزية)

- الموقع الرسمي